# Siegerländer Firmenlauf
Der Siegerländer AOK-Firmenlauf findet jedes Jahr in Siegen in Nordrhein-Westfalen statt. Im Firmenlauf treten Gruppen und Teams verschiedener Firmen, Verbände und Organisationen aus dem Siegerland und den angrenzenden Gebieten an.
2004 fand der Lauf erstmals in der Innenstadt von Siegen statt. Ein Jahr später verlegte man Start und Ziel in den Siegener Stadtteil Weidenau. Der Lauf startet am Weidenauer Bismarckplatz und führt durch die Siegener Innenstadt zum Platz zurück. Seit 2007 hat der Lauf eine feste Streckenlänge von 5.535 m. Im Jahr 2012 gingen mit dem Oberlimit von 8500 Läufern so viele Teilnehmer an den Start wie noch nie. Die Meldegrenze von 9000 Teilnehmern wurde erstmals 2015 erreicht.
Seit 2013 wird zudem am Vormittag des Lauftages der Volksbank-Schülerlauf durchgeführt, bei dem im Jahr 2017 2350 Schüler am Start waren.
2020 wurde der 17. Siegerländer AOK-Firmenlauf an 17 Tagen als Virtual Run durchgeführt. Auch 2021 kann die Veranstaltung coronabedingt nicht als Großveranstaltung stattfinden. Das Motto lautet deshalb "Der Firmenlauf kommt in die Firmen".

## Übersicht der Läufe seit 2004
| Nr. | Datum         | Starter | Firmen bzw. Teams | Helfer (inklusive THW und DRK) | Streckenlänge |
| --- | ------------- | ------- | ----------------- | ------------------------------ | ------------- |
| 1.  | 9. Juli 2004  | 2.200   | 290 / 380         | 30                             | 5.900 m       |
| 2.  | 1. Juli 2005  | 3.500   | 370 / 430         | 60                             | 5.100 m       |
| 3.  | 2. Juni 2006  | 5.100   | 460 / 508         | 100                            | 4.750 m       |
| 4.  | 1. Juni 2007  | 6.300   | 522 / 605         | 130                            | 5.535 m       |
| 5.  | 13. Juni 2008 | 7.500   | 565 / 620         | 130                            | 5.535 m       |
| 6.  | 20. Juni 2009 | 7.950   | 585 / 640         | 130                            | 5.535 m       |
| 7.  | 18. Juni 2010 | 7.480   | 578 / 630         | 130                            | 5.535 m       |
| 8.  | 17. Juni 2011 | 7.780   | 580 / 636         | 130                            | 5.535 m       |
| 9.  | 4. Juli 2012  | 8.500   | 615 / 649         | 130                            | 5.535 m       |
| 10. | 17. Juli 2013 | 8.720   | 618 / 651         | 150                            | 5.535 m       |
| 11. | 2. Juli 2014  | 8.960   | 621 / 659         | 150                            | 5.535 m       |
| 12. | 24. Juni 2015 | 9.000   | 625 / 660         | 150                            | 5.535 m       |
| 13. | 5. Juli 2016  | 9.000   | 628 / 666         | 150                            | 5.535 m       |
| 14. | 12. Juli 2017 | 9.000   |                   |                                | 5.535 m       |